# آرتور تردیچ

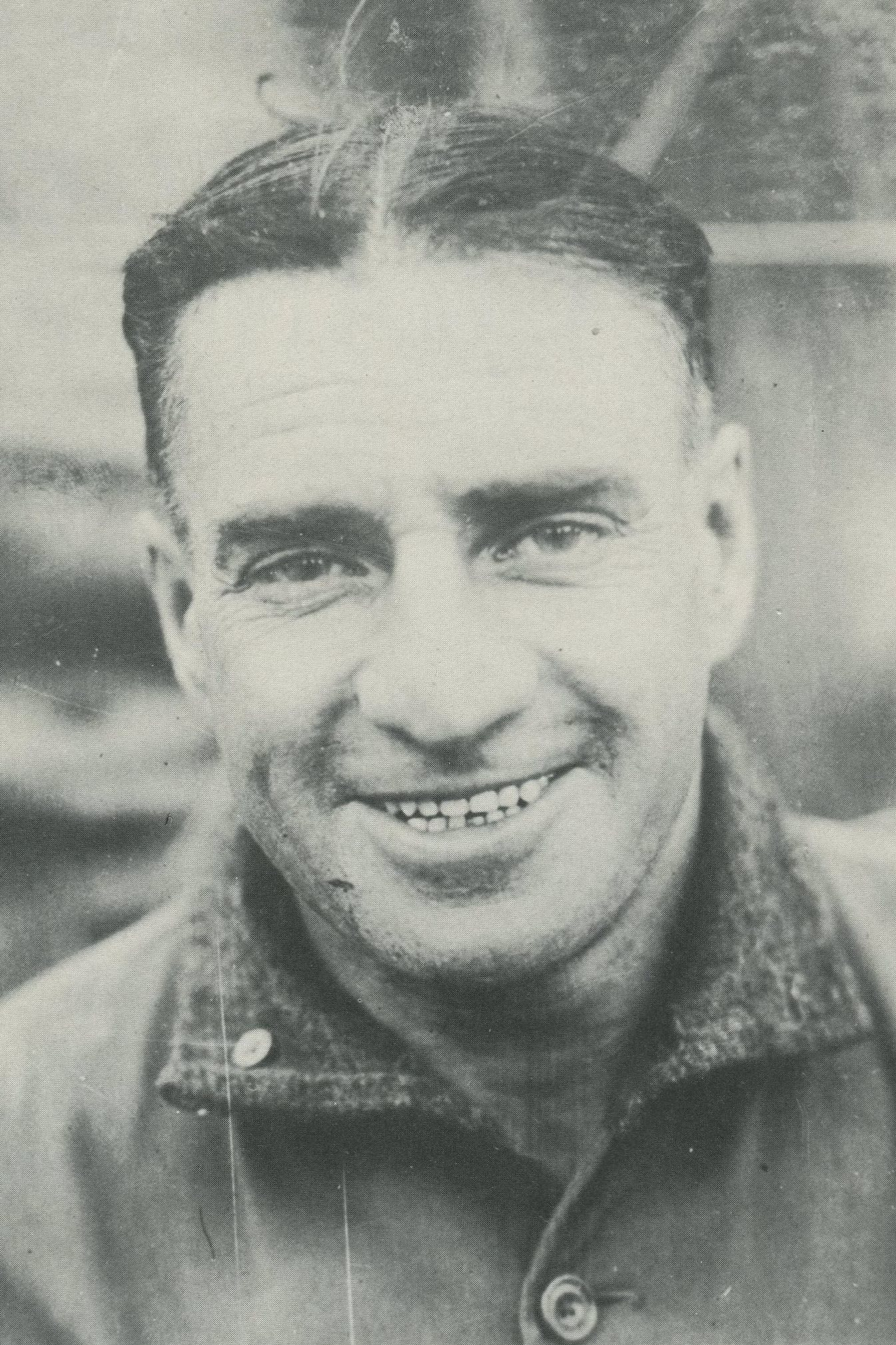
نگاره‌ای از آرتور تردیچ، رانندهٔ استرالیایی - ۱۹۲۹

آرتور تردیچ (به انگلیسی: Arthur Terdich) راننده استرالیایی است که در سال ۱۹۲۹ برنده جایزه بزرگ استرالیا شده است.